# Слобожанська селищна рада (Харківська область)
Слобожанська се́лищна ра́да (до 2016 року — Чапаєвська) — адміністративно-територіальна одиниця та орган місцевого самоврядування в Кегичівському районі Харківської області. Адміністративний центр — селищеСлобожанське.

## Загальні відомості
- Чапаєвська селищна рада утворена в 1957 році.
- Територія ради: 61,665 км²
- Населення ради: 4 138 осіб (станом на 2001 рік)

## Населені пункти
Селищній раді підпорядковані населені пункти:
- смт Слобожанське
- с. Козацьке
- с. Олександрівське

## Склад ради
Рада складається з 20 депутатів та голови.
- Голова ради: Ромасько Микола Миколайович
- Секретар ради: Новік Олена Михайлівна

### Керівний склад попередніх скликань
| Прізвище, ім'я, по батькові | Основні відомості                                                      | Дата обрання | Дата звільнення |
| --------------------------- | ---------------------------------------------------------------------- | ------------ | --------------- |
| Жорнова Ірина Миколаївна    | Селищний голова, 1960 року народження, член Партії захисників Вітчизни | 26.03.2006   | 31.10.2010      |
| Ромасько Микола Миколайович | Селищний голова, 1957 року народження, освіта вища, безпартійний       | 31.10.2010   |                 |

Примітка: таблиця складена за даними сайту Верховної Ради України

### Депутати
За результатами місцевих виборів 2010 року депутатами ради стали:

#### За суб'єктами висування
| Суб'єкт висування                                       | Кількість обраних депутатів | %  |
| ------------------------------------------------------- | --------------------------- | -- |
| Народна партія                                          | 9                           | 45 |
| Самовисування                                           | 7                           | 35 |
| Партія регіонів                                         | 2                           | 10 |
| Політична партія Всеукраїнське об'єднання «Батьківщина» | 2                           | 10 |

#### За округами
| № округу                                                | Прізвище, ім'я, по батькові     | Дата визнання обраним | Освіта             | Партійна приналежність            | Відомості про обраного депутата                        |
| ------------------------------------------------------- | ------------------------------- | --------------------- | ------------------ | --------------------------------- | ------------------------------------------------------ |
| Народна Партія                                          |                                 |                       |                    |                                   |                                                        |
| 1                                                       | Лисенко Володимир Олексійович   | 01.11.2010            | вища               | член Народної партії              | ТОВ «Цукрове», перший заступник генерального директора |
| 3                                                       | Щербина Любов Миколаївна        | 01.11.2010            | середня спеціальна | член Народної партії              | ТОВ «Цукрове», лаборант                                |
| 4                                                       | Головатий Леонід Васильович     | 01.11.2010            | середня спеціальна | член Народної партії              | ТОВ «Цукрове», майстер залізно-дорожнього транспорту   |
| 5                                                       | Лагута Геннадій Миколайович     | 01.11.2010            | вища               | член Народної партії              | ТОВ «Цукрове», начальник охорони                       |
| 7                                                       | Поплавська Інна Миколаївна      | 01.11.2010            | вища               | член Народної партії              | ТОВ «Цукрове», голова профспілки                       |
| 8                                                       | Бібньова Людмила Іванівна       | 01.11.2010            | середня            | член Народної партії              | ТОВ «Цукрове», робітниця                               |
| 11                                                      | Шуляк Тетяна Петрівна           | 01.11.2010            | вища               | член Народної партії              | ТОВ «Цукрове», інженерпо праці                         |
| 12                                                      | В'юнник Ольга Борисівна         | 01.11.2010            | вища               | член Народної партії              | ТОВ «Цукрове», фінансовий директор                     |
| 19                                                      | Пилипенко Ірина Володимирівна   | 01.11.2010            | середня спеціальна | член Народної партії              | ТОВ «Цукрове», охоронець                               |
| Партія регіонів                                         |                                 |                       |                    |                                   |                                                        |
| 2                                                       | Базалук Наталія Володимирівна   | 01.11.2010            | середня спеціальна | член Партії регіонів              | підприємець                                            |
| 15                                                      | Головачов Віктор Миколайович    | 01.11.2010            | середня спеціальна | член Партії регіонів              | підприємець                                            |
| Політична партія Всеукраїнське об'єднання «Батьківщина» |                                 |                       |                    |                                   |                                                        |
| 18                                                      | Брік Тетяна Євгеніївна          | 01.11.2010            | середня спеціальна | позапартійна                      | Слобожанська загальноосвітня школа І-ІІІ ст., секретар |
| 20                                                      | Роменська Валентина Анатоліївна | 01.11.2010            | незакінчена вища   | позапартійна                      | Слобожанська загальноосвітня школа І-ІІІ ст., лаборант |
| Самовисування                                           |                                 |                       |                    |                                   |                                                        |
| 6                                                       | Новік Олена Михайлівна          | 01.11.2010            | середня спеціальна | позапартійна                      | Чапаєвська селищна рада, секретар                      |
| 9                                                       | Сліченко Олександр Іванович     | 01.11.2010            | середня спеціальна | позапартійний                     | Слобожанська лікарня, масажист                         |
| 10                                                      | Кучеревська Наталія Леонідівна  | 01.11.2010            | середня спеціальна | позапартійна                      | Чапаєвська селищна рада, секретар-друкарка             |
| 13                                                      | Лазорка Надія Іванівна          | 01.11.2010            | середня спеціальна | позапартійна                      | пенсіонер                                              |
| 14                                                      | Мосолкова Наталія Вікторівна    | 01.11.2010            | вища               | позапартійна                      | ВАТ «Насінневе», економіст по праці                    |
| 16                                                      | Стігальова Людмила Іванівна     | 01.11.2010            | середня спеціальна | член Комуністичної партії України | ТОВ «Цукрове», головний бухгалтер                      |
| 17                                                      | Тищенко Катерина Василівна      | 01.11.2010            | вища               | позапартійна                      | Чапаєвська сільська рада, головний спеціаліст КРЦСССДМ |